# Emily Williamson

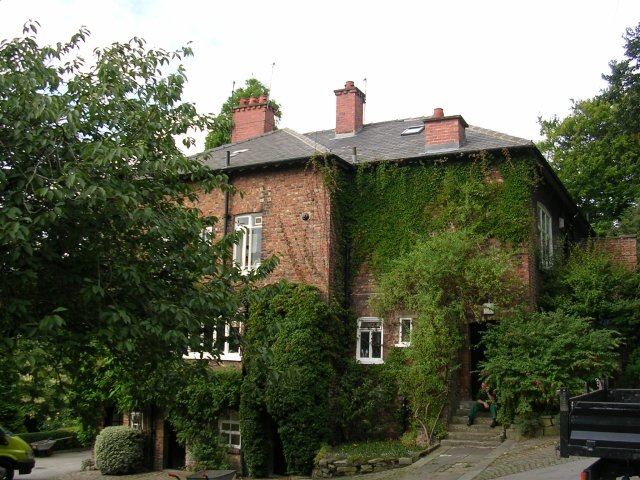
The Croft, Fletcher Moss Gardens. 1878 organisierte Emily Williamson hier ein Treffen, welches 1890 zur Gründung der Plumage League führte

 Emily Williamson  (* 17. April 1855 in Lancaster (Lancashire), England; † 12. Januar 1936 in Kensington (London), England) war eine englische Philanthropin und Naturschützerin. Sie war 1891 zusammen mit Eliza Phillips Mitbegründerin der Royal Society for the Protection of Birds (RSPB).

## Leben und Werk

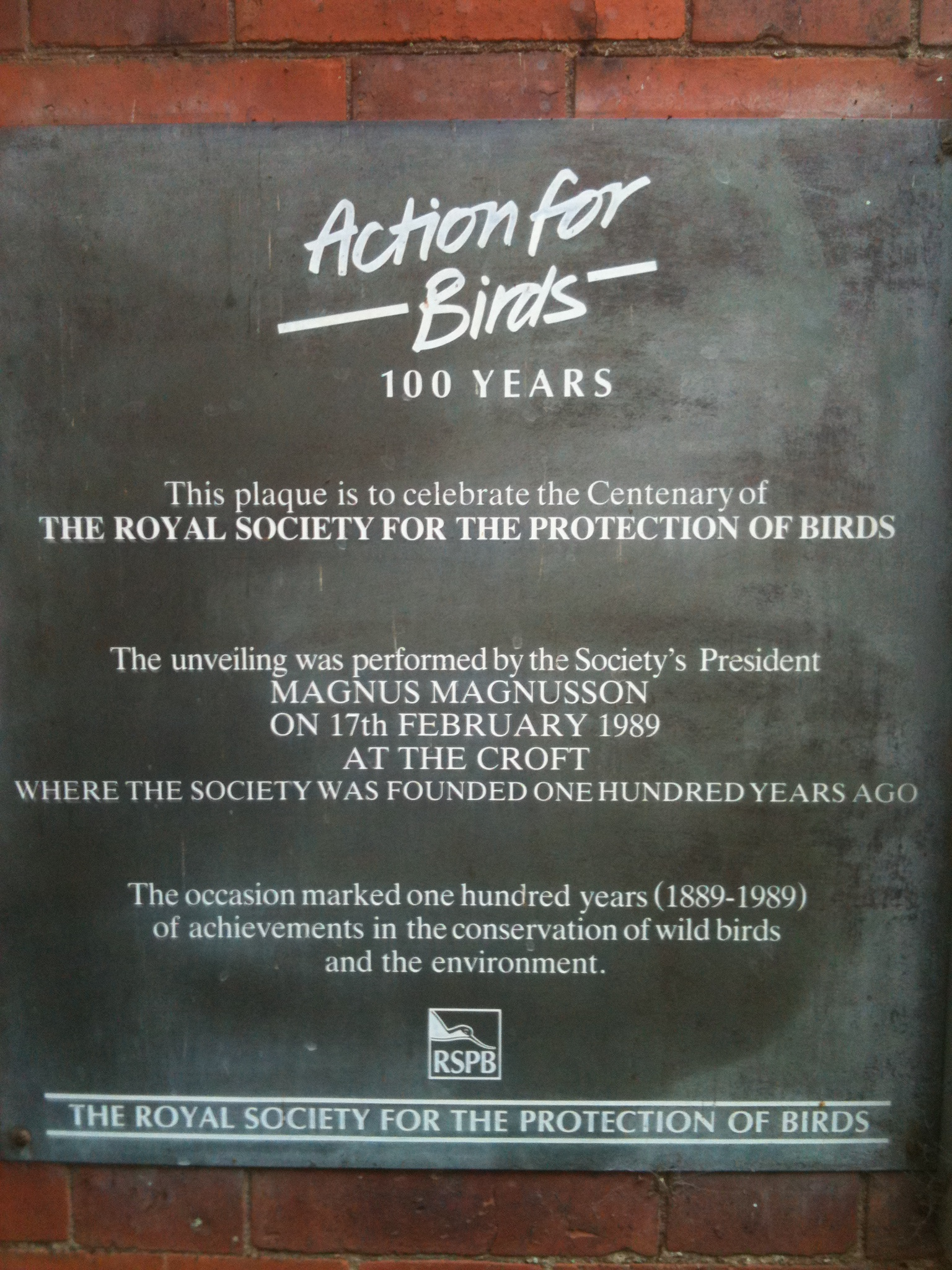
Plakette vor dem Croft im Fletcher Moss Botanical Garden, Didsbury, Manchester, Ort der Gründung des RSPB

Williamson war eine Tochter von fünf Kindern von Frederick Septimus Bateson und Eliza Frost. Sie heiratete 1882 den Anwalt Robert Wood Williamson und zog nach The Croft, einem Haus im Dorf Didsbury in der Nähe von Manchester. Das Paar verkaufte das Haus und den angrenzenden Fletcher Moss Botanical Garden 1912 und zog nach Brook, Surrey. Als 1932 ihr Ehemann starb, zog Williamson für den Rest ihres Lebens nach London. Williams Großneffe war der britische Zoologe Patrick Bateson.

## Königliche Gesellschaft zum Schutz der Vögel

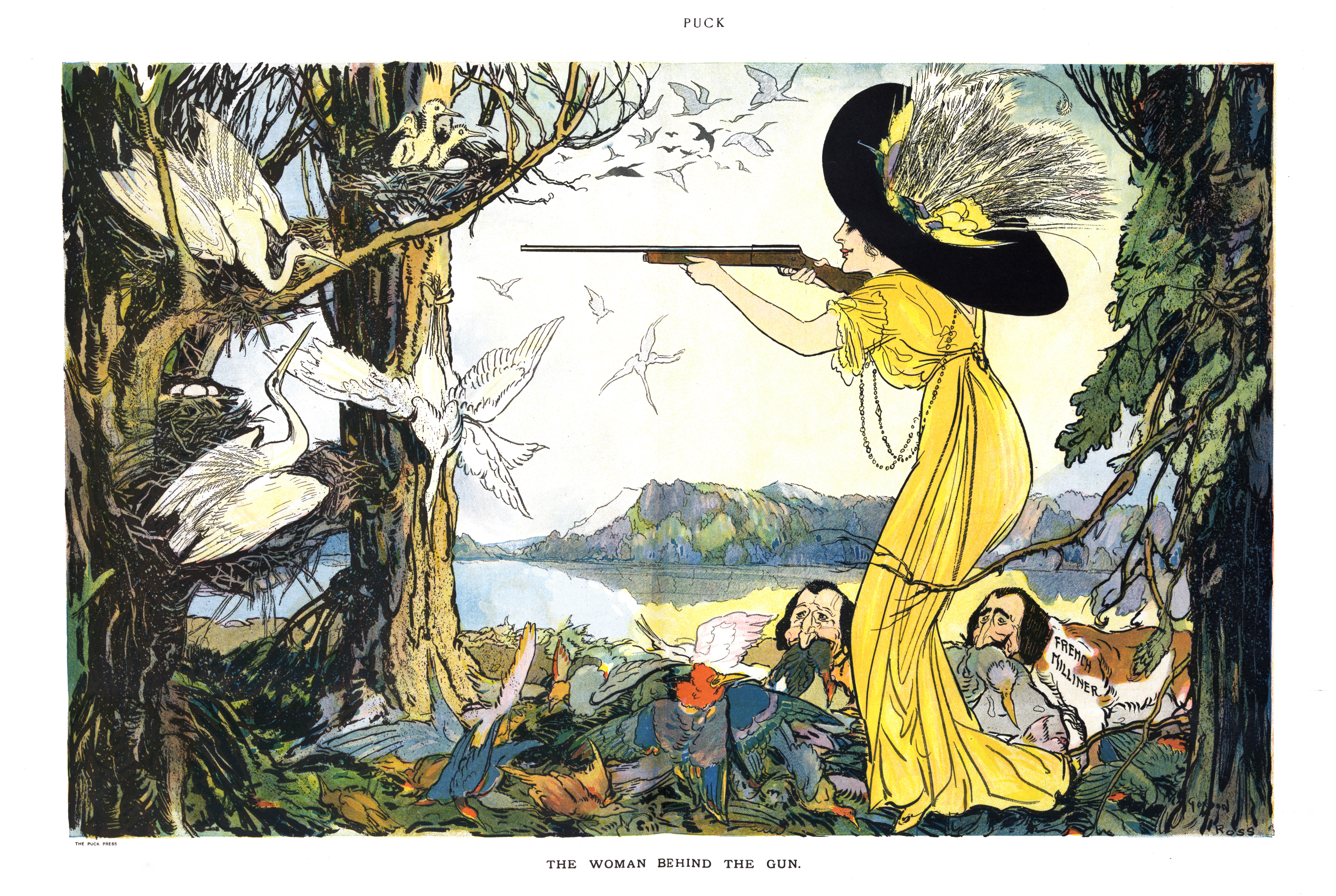
Ein Puck-Cartoon von 1911: Die Abbildung zeigt eine Frau, die einen großen Hut mit Federn trägt und mit einem Gewehr auf große weiße Vögel schießt. Zwei Hunde mit der Aufschrift „Französische Hutmacherin“ legen die toten Vögel auf einen Haufen zu ihren Füßen.

Williamson missbilligte die Verwendung von Vogelfedern in der Mode, sowohl aufgrund der Verringerung der Vogelpopulation als auch wegen der Grausamkeit der Federjagd. Im Februar 1889 gründete sie die Plumage League. Die teilnehmenden Frauen unterschrieben eine Karte, in der sie sich verpflichteten, keine Federn von Vögeln zu tragen. Einige Vögel waren ausgenommen, darunter der Strauß, dessen Schwanzfedern schmerzlos gezupft werden konnten, und Vögel, die als Nahrung verwendet wurden.  Williamsons reine Frauenbewegung entstand deshalb, weil die britische Ornithologen-Vereinigung, die nur Männern vorbehalten war, in dieser Angelegenheit nicht handelte.
Der europäische Handel mit Schmuckfedern war lange Zeit von weltweiter wirtschaftlicher Bedeutung. Die Idee, Krempenhüte mit Pfauenfedern zu schmücken, kam im 12. Jahrhundert von London nach Deutschland. Der Handel mit Schmuckfedern erreichte seinen Höhepunkt von 1870 bis 1920 und London war das Zentrum für den Handel mit exotischen Federn. Um 1901 bis 1910 wurden 14.362.000 Pfund exotischer Federn zu einem Gesamtwert von 19.923.000 £ in das Vereinigte Königreich importiert.
1891 fusionierte Williamsons Gruppe mit einer ähnlichen Organisation in Croydon, die von Eliza Phillips organisiert wurde und sich sowohl auf Fell als auch auf Federn konzentrierte.  Der Sitz der fusionierten Society for the Protection of Birds wurde nach London verlegt. Hannah Poland übernahm Williamson als Sekretärin und Winifred Cavendish-Bentinck, Herzogin von Portland, wurde Präsidentin. Williamson übernahm bis zu ihrem Tod die Vizepräsidentschaft. Sie war auch den größten Teil ihres Lebens als Sekretärin in verschiedenen Zweigen der Organisation tätig, je nachdem, wo sie lebte: in Didsbury (1891–1911), Brook, Surrey (1912–1931) und London (1931 – ca. 1934).
In der Zeit von 1891 bis 1899 wuchs die Mitgliederzahl der Gesellschaft von 1200 auf über 20000 und zu den Mitgliedern zählte William Henry Hudson, sobald auch Männer aufgenommen wurden. 1904 wurde eine Royal Charter verliehen, die die Gesellschaft zur Royal Society for the Protection of Birds machte (RSPB).  Ein Gesetzentwurf über die Einfuhr von Gefieder (Verbot) wurde dem Parlament 1908 vorgelegt, da aber die Gefiederindustrie sehr lukrativ war, wurde das Gesetz erst 1921 verabschiedet. Es trat am 1. April 1922 in Kraft und war die erste erfolgreiche Kampagne der RSPB.

## Weitere Aktivitäten
1891 hatte Williamson in Manchester die Gentlewomen's Employment Association gegründet und innerhalb dieser Gruppe zwei einflussreiche Programme initiiert: das Princess Christian Training College for Nurses und 1898 den Loan Training Fund, der die Kosten für die Ausbildung junger Frauen subventionierte. Obwohl keine Aufzeichnungen über diese Organisationen existieren, soll der Loan Training Fund der erste seiner Art im Land gewesen sein.
Williamson starb 1936 im Alter von 80 Jahren in Kensington. Das Haus, in dem sie in Didsbury lebte und von dem aus sie ihre Organisation gründete, trägt eine Gedenktafel, die 1989 angebracht wurde, um ihre Arbeit zum hundertjährigen Bestehen ihrer Organisation zu ehren. In ihrem Garten, dem Fletcher Moss Park in Didsbury, wurden am 1. Juli 2021 vier nominierte Beiträge für eine Statue von ihr vorgestellt. Die ausgewählte Statue wird von Eve Shepherd modelliert und an Williamsons Geburtstag im April 2023 enthüllt werden.
Das Emily Williamson Festival fand 2021 in der Manchester Art Gallery statt.